# Carl Otto Segers
Carl Otto Segers (Leersum, 10 juni 1866 - Den Haag, 26 februari 1933) was een Nederlands jurist en vicepresident van de Hoge Raad der Nederlanden.
Segers werd geboren als zoon van de predikant Eugenius Cesar Segers en diens echtgenote M.F.D. Westhof. Hij studeerde rechten aan de Universiteit Leiden van 1884 tot 1889, waar hij op 6 maart 1889 cum laude promoveerde op Donner et retenir ne vaut: art. 1703-1710 B.W.. Na zijn promotie werd hij ambtenaar bij het ministerie van Financiën. In 1900 werd Segers benoemd tot rechter bij de Rechtbank Rotterdam, een functie die hij drie jaar later verruilde voor het hoogleraarschap in het privaatrecht aan de Rijksuniversiteit Groningen. Tijdens zijn hoogleraarschap was hij ook rechter-plaatsvervanger bij de Rechtbank Groningen. In 1907 vertrok hij uit Groningen om president van de Rechtbank Breda te worden; twee jaar later kreeg hij dezelfde functie bij de Rechtbank Utrecht.
Op 9 juni 1911 plaatste de Hoge Raad Segers als eerste op de aanbeveling voor benoeming tot raadsheer, als opvolger van de overleden (en nog geen jaar eerder benoemde) Antonie Marinus Pleyte. De Tweede Kamer nam de aanbeveling ongewijzigd over in haar voordracht en de benoeming volgde op 14 juli van dat jaar. Op 2 maart 1928 werd Segers benoemd tot vicepresident van de Hoge Raad, als opvolger van de met pensioen gegane J.A.A. Bosch. Hij overleed op 26 februari 1933 in zijn woonplaats Den Haag; als vicepresident werd hij opgevolgd door Lodewijk Ernst Visser.